# Paul Renaudin (bénédictin)
Pour les articles homonymes, voir Paul Renaudin (homonymie) et Renaudin.
Paul Renaudin est un moine bénédictin français de Solesmes, né le 18 avril 1864 à Mont-Saint-Jean, dans la Sarthe (France), et mort le 3 août 1947 à Bourguillon (Suisse). Il est le fondateur de l’abbaye Saint-Maurice-et-Saint-Maur de Clervaux, au Luxembourg, dont il a été l’abbé jusqu’en 1919. 

## Biographie
Né le 18 avril 1864 à Mont-Saint-Jean, Paul Renaudin a 18 ans lorsque, attiré par l’idéal monastique de saint Benoît, il entre comme novice à l’abbaye de Solesmes. Trois ans plus tard, en 1885, il reçoit l’habit monastique et, à la fin de sa formation, il est ordonné prêtre, en 1891. 
En 1894, Renaudin accompagne Dom Édouard du Coëtlosquet pour renforcer les effectifs du monastère Saint-Maur de Glanfeuil, rétabli depuis 1890 dans sa vocation monastique par le deuxième abbé du nouveau Solesmes, Charles Couturier.  
Comme pour d’autres groupes religieux la loi sur les associations de 1901 contraint la communauté à partir en exil. Elle s’installe à Baronville en Belgique. Renaudin en devient le prieur en 1903 et deuxième abbé le 25 janvier 1907, succédant à Dom du Coëtlosquet, démissionnaire. 
Mais l’installation à Baronville n’est que provisoire. Renaudin cherche un endroit qui puisse accueillir de manière stable sa communauté. Cela se présente au grand-duché de Luxembourg, à Clervaux. En 1908 le chantier d’une abbaye, entièrement neuve, est ouvert. L’architecture néo-romane des bâtiments s’inspire de la célèbre abbaye de Cluny. 
Paul Renaudin suit personnellement le progrès de la construction de l’abbaye. Cependant peu après son achèvement, il perd progressivement la vue. Bientôt une cécité quasi-totale le contraint à démissionner de son poste d’abbé, peu après la Première Guerre mondiale, le 11 novembre 1919.  Retiré à Bourguillon, près de Fribourg, en Suisse, il y meurt le 3 août 1947. 
Docteur honoris causa en théologie (1944) de l’université de Fribourg, Paul Renaudin a contribué à la recherche théologique en ecclésiologie, en vue d’un rapprochement avec les communautés protestantes et les Églises orthodoxes. En mariologie, ses recherches ont approfondi le mystère de l’Assomption et étudié l’opportunité qu’il y aurait à en faire un dogme de la foi catholique.

## Œuvres
- L'Assomption de la très sainte Vierge (exposé et histoire d'une croyance catholique), Paris, Bloud, 1907, 62 p.
- Un Bénédictin du XVIIe siècle, Dom de Laveyne, fondateur de la congrégation des Sœurs de la charité de Nevers, Lyon, impr. E. Vitte, 1898, 24 p.
- Les Coptes jacobites et l'Église romaine, Arras, Sueur-Charruey, 1895, 60 p.
- La Définibilité de l'Assomption de la très sainte Vierge (étude théologique), Paris, 1902, 136 p.
- La Doctrine de l'Assomption de la T. S. Vierge; sa définibilité comme dogme de foi divine, Paris, P. Téqui, 1912, 321 p.
- La T. R. mère Marie-Eugénie de Jésus, fondatrice et première supérieure générale des Religieuses de l'Assomption, Lyon, impr. E. Vitte, 1900, 72 p.
- La Littérature chrétienne de l'Égypte, Lyon, impr. E. Vitte, 1899, 30 p.
- Le Rôle de l'ordre de saint Benoît dans l'Église et la société civile, Clervaux, abbaye Saint-Maurice de Clervaux, 1925, 224 p.
- Saint Benoît dans l'histoire, Paris, Baston, Berche et Pagès, 1924, 472 p.